# Partire
Partire è un film del 1938 diretto da Amleto Palermi.
Il soggetto è tratto dalla commedia omonima di Gherardo Gherardi. Il film fu girato a Cinecittà.

## Trama
Paolo Veronda, un giovane perditempo che vorrebbe girare il mondo, si trova costretto a lavorare in una azienda di macchine agricole. Il suo obiettivo è quello di farsi licenziare, così inizia a mettere in atto una serie di bizzarre iniziative di disturbo che finiscono invece per procurare solo vantaggi alla ditta per cui lavora. Pur di farla finita con quel lavoro, decide di fingersi innamorato della figlia del padrone, che è già fidanzata, sperando di creare uno scandalo e farsi finalmente cacciare. Ma anche questa volta le cose vanno diversamente da come il ragazzo aveva previsto: si innamora infatti sinceramente della ragazza, che lo ricambia; per potere vivere con lei decide di mettersi a lavorare seriamente.

## Accoglienza

### Critica
- "[...] Il finale è certo la parte più debole del film: con personaggi e situazioni che si rovesciano all'improvviso [...] e, per contentare tutti, finiscono col non contentare nessuno: la bella ragazza che sposa il bel giovanotto, il melenso che subisce la cugina bruttaccia e vecchiotta, l'amico del giovanotto che trova l'impiego. Quanta grazia Sant'Antonio! L'happy hend va bene, ma con il famoso grano di sale, direi con un po' di pudore [...] Però questi rilievi che ho fatto non intendono punto risucchiare l'affermazione prima e conclusiva che il film scorre piacevolmente e che, nella produzione italiana, si piazza tra i migliori." (Indro Montanelli, Film, n. 36,  1º ottobre 1938)
- "[...] È degna inoltre di elogio, nei rispetti scenici, la misura in cui è stato svolto il dibattito fra il dolce far niente napoletano e il dinamismo commerciale lombardo che avrebbe potuto generare in odiose e superatissime, oltre che ingiuste, generalizzazioni. L'interpretazione di De Sica è fra le sue migliori, per finezza e disinvoltura, anche nei riguardi canori, Maria Denis recita anch'essa con impegno e prontezza di reazioni psicologiche, sebbene accentui troppo l'arroganza del personaggio." (Corrado Pavolini, Il lavoro fascista, 2 ottobre 1938)
- "Amleto Palermi si è lasciato prendere qua e là da slanci di descrizione paesistica che, nell'intenzione, forse dovevano rivelare la poesia della natura e la sensibilità d'animo del regista. L'effetto che producono queste scene è molto simile a quello che si deve alle pagine di certi scrittori che tentano di nascondere in un presunto lirismo la loro scarsa fantasia. E la scarsa fantasia di Palermi si vede un po' dappertutto, specie negli ambienti, che vogliono apparire più moderni che veri, e finiscono con l'essere soltanto falsi e volgari, e nella descrizione dei caratteri o delle situazioni essenziali. Tutto rientra in una maniera frivola e della più facile genericità." (Giuseppe Isani, Cinema, n. 56 (vecchia serie), 26 ottobre 1938)